# Prix Erwin Plein Nemmers d'économie
Le prix Erwin Plein Nemmers d'économie est un prix remis tous les deux ans par l'université Northwestern de Chicago depuis 1994. Les prix Nemmers sont attribués en reconnaissance de contributions majeures à de nouvelles découvertes ou de développement de nouveaux modes d'analyse dans le domaine des sciences économiques.
Il est  doté de 200 000 dollars en 2018. Les récipiendaires sont sélectionnés les années paires et sont invités à passer plusieurs semaines en résidence à l'Université Northwestern, pendant lesquels ils interagissent avec les étudiants et le corps enseignant et organisent des séminaires et des conférences.
Deux autres prix Nemmers ont été créés en 1994, le prix de mathématiques et le prix de médecine. Le prix de musique a été créé en 2004 et le prix des sciences de la terre en 2018.

## Lauréats
Sept des 11 précédents lauréats du prix Nemmers en économie ont depuis reçu le prix Nobel d'économie. Les chercheurs ayant déjà reçu un prix Nobel sont inéligibles au prix Nemmers.
- 1994 : Peter Diamond (prix Nobel 2010)
- 1996 : Thomas J. Sargent (prix Nobel 2011)
- 1998 : Robert Aumann (prix Nobel 2005)
- 2000 : Daniel McFadden (prix Nobel 2000)
- 2002 : Edward C. Prescott (prix Nobel 2004)
- 2004 : Ariel Rubinstein
- 2006 : Lars Peter Hansen (prix Nobel 2013)
- 2008 : Paul R. Milgrom
- 2010 : Elhanan Helpman
- 2012 : Daron Acemoglu
- 2014 : Jean Tirole (prix Nobel 2014), « pour ses diverses contributions à la théorie économique et leur application à la finance, à l'organisation industrielle et à l'économie du comportement[2] »
- 2016 : Richard Blundell
- 2018 : David M. Kreps, « pour ses contributions en théorie des jeux, théorie de la décision et la finance qui ont profondément influencé la recherche économique en fournissant des bases et des inspirations rigoureuses pour de nouveaux modèles en économie appliquée et théorique ».
- 2020 : Claudia Goldin, « pour ses contributions révolutionnaires sur l'histoire de l'économie américaine, l'évolution des rôles de genre et l'interaction de la technologie, du capital humain et du marché du travail. ».
- 2022 : Ariél Pakes, pour ses contributions au champ de l'organisation industrielle et notamment de la productivité[4].